# Helena Gajewska
Helena Maria Ostoja Gajewska (ur. 20 lutego 1888 w Krakowie, zm. 28 maja 1972 tamże) – polska profesor histologii, pierwsza kobieta, która uzyskała w Polsce habilitację.

## Życiorys
Urodziła się 20 lutego 1888 roku w Krakowie. Jej ojciec, Edmund, był miejskim urzędnikiem.
Do dziewiątego roku życia uczyła się w domu, później uczęszczała do prywatnej szkoły Marii Dłuskiej w Krakowie. W 1907 roku ukończyła Prywatne Wyższe Gimnazjum Żeńskie im. Królowej Jadwigi w Krakowie.

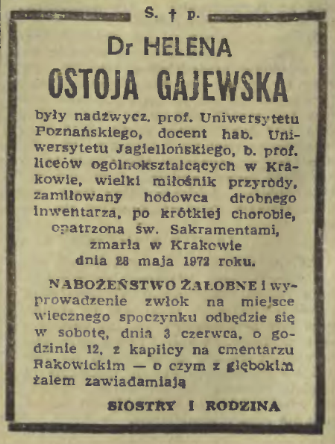
Nekrolog Heleny Gajewskiej zamieszczony w piątkowym wydaniu „Dziennika Polskiego” z dnia 2 czerwca 1972 roku.

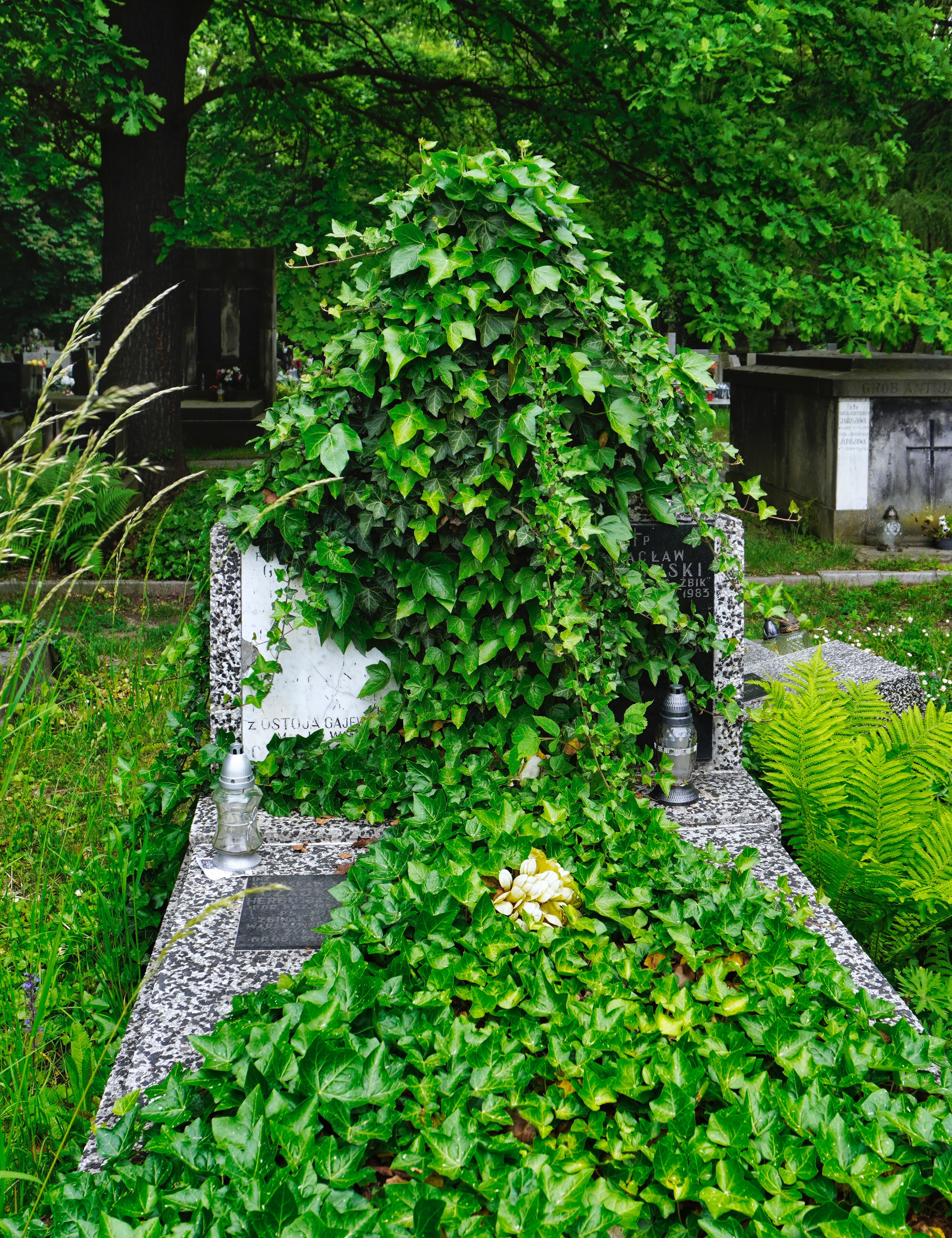
Grób Heleny Gajewskiej na cmentarzu Rakowickim w Krakowie

W latach 1907–1912 studiowała na Uniwersytecie Jagiellońskim jako słuchaczka zwyczajna, po czym w 1917 roku uzyskała na macierzystej uczelni stopień doktora. Złożyła egzamin nauczyciela szkół średnich. W latach 1914–1920 nauczała w żeńskich szkołach średnich Marii i Józefa Lewickich i s.s. urszulanek w Krakowie. Równocześnie w latach 1915–1919 pracowała jako asystentka w Zakładzie Histologii i w Katedrze Anatomii Mikroskopowej. W lutym 1920 roku odbyło się jej kolokwium i wykład habilitacyjny, po czym 31 marca habilitacja w zakresie anatomii porównawczej została zatwierdzona przez ministra wyznań religijnych i oświecenia publicznego. Tym samym Gajewska została pierwszą kobietą, która habilitowała się w Polsce. Miesiąc później habilitację uzyskała Ludwika Dobrzyńska-Rybicka. Habilitacje pierwszych Polek poprzedziła burzliwa debata publiczna na temat dopuszczenia kobiet do docentury. W 1904 roku Senat Uniwersytetu Jagiellońskiego nie zezwolił kobietom habilitować się i dwa lata później podtrzymał decyzję, nie dopuszczając Zofii Daszyńskiej-Golińskiej do procesu.
22 września 1920 roku Gajewska uzyskała nominację na stanowisko profesora nadzwyczajnego histologii nowo powstałego Wydziału Lekarskiego Uniwersytetu Poznańskiego, tym samym zostając jednym z jego pierwszych profesorów, wraz z Stefanem Dąbrowskim, Antonim Juraszem czy Wincentym Jezierskim. Uniwersytet był pierwszą polską placówką kształcenia wyższego, w której zatrudniono kobiety na stanowiskach profesorskich i kierowniczych. Na wydziale Gajewska zorganizowała Zakład Histologii, którym kierowała od 1920 do 1922 lub 1923 roku. W 1923 roku odeszła z pracy ze względu na stan zdrowia, jednak po kilkuletnim leczeniu powróciła do zawodu, wykładając histologię porównawczą na Uniwersytecie Jagiellońskim jako docent habilitowany  aż do 1951 roku, z wyjątkiem okresu II wojny światowej.
Zmarła 28 maja 1972 roku w Krakowie po krótkiej chorobie. Została pochowana na cmentarzu Rakowickim.

## Publikacje
Za źródłem:
- Über die morphologischen Veränderungen der Kern- und Plasmasubstanzen im Verlaufe des Wachstums der Oocyten : (zugleich ein Beitrag zur Deutoplasmabildung), Lipsk, 1917
- Über den sogenannten Dotterkern der Amphibien, ok. 1917
- Zytologisches Studium über den Dotterkern, Kraków: Polska Akademia Umiejętności, 1918
- Die Lymphgefässe der Haut des Axolotls (Amblystoma mexicanum), Kraków: Polska Akademia Umiejętności, 1933
- O witalnie barwiących się granulach w komórkach płazów = Über vitalfärbende Granula in der Amphibienzellen, Warszawa, 1936
- Über den mikroskopischen Bau des Mitteldarms von Mesidothea entomon L, Kraków: Polska Akademia Umiejętności, 1938